# Elena e Malvina
Elena e Malvina és una òpera en dos actes composta per Ramon Carnicer sobre un llibret italià de Felice Romani. S'estrenà al Teatro Real de Madrid l'11 de febrer de 1829.
Aquesta òpera va produir en el públic tal entusiasme que li va ser demanada amb grans instàncies per a diversos punts fora d'Espanya. Des d'aleshores Carnicer estigué dedicat gairebé sempre en la direcció d'algun dels lírics de Madrid sense deixar de donar de temps a alguna mostra encara que curta del seu talent per a la composició.